# Sándor Plósz
Sándor Plósz (10 de junho de 1846 - 29 de Maio de 1925) foi um político e jurista húngaro, que serviu como Ministro da Justiça entre 1899 e 1905. Ele foi membro da Academia Húngara de Ciências e tornou-se representante da extinta câmara dos Magnatas em 1914.

## Família e Educação
Sándor Plósz nasceu em Peste, na Hungría no dia 10 de junho de 1846, filho de um médico respeitado de Pest, Dr. Lajos Plósz, que insistia na educação científica de seus filhos. Porém, Sándor se interessou pelo direito através de seu tio materno e famoso jurista, Imre Krajner. Foi casado com Ilka Hamza e teve quatro filhos, Gizella, Jenke, Paul e Emilia.
Estudou direito nas Universidades de Vienna e de Peste em 1866 e 1868, respectivamente. Trabalhou como advogado até 1872, quando tornou-se juiz na corte Lipótvárosi, em Pest. No mesmo ano, começou a dar aulas de direito civil e comercial na Universidade Cluj-Napoca, e na Universidade de Budapeste a partir de 1881. 

## Carreira
Entre 1881 e 1885, redigiu o Código de Processos Civís, e participou ativamente da redação das leis matrimoniais, de determinação de juros legítimos, e de processos criminais. De 1889 a 1905, foi Ministro da Justiça. Em 1884, ingressou na Academia Húngara de Ciências, da qual permaneceu membro até a data de sua morte. 
Como Ministro, Plósz  antecipou a adoção do código penal, foi responsável pela ampla reforma do direito criminal, criou um código uniforme de direito civil, e emendas às leis de falência. Publicou várias edições de justificações e defesas para as mudanças promovidas por ele, e lidou extensivamente com os problemas jurídicos das consolidações e regístro de terras. Sua redação do Código de Processos Civís foi ratificada em 1911. 
Foi representante da câmara dos deputados de 1910 a 1911, e em 1914, foi nomeado pelo Rei Franciso José I à outra câmara do parlamento húngaro, a extinta câmara dos magnatas.